# Championnats d'Europe de 470
Les championnats d'Europe de 470 sont une compétition internationale de sport nautique sous l'égide de la Fédération internationale de voile (ISAF). Le 470 est un dériveur en double utilisé dans les épreuves de voile aux Jeux olympiques depuis Montréal 1976.
Les éditions se tiennent en Europe mais elles sont ouvertes à des participants du monde entier.

## Éditions
| Année | Lieu                      |
| ----- | ------------------------- |
| 1966  | Boulogne-sur-Mer          |
| 1967  | Lacanau                   |
| 1968  | Palamós                   |
| 1969  | Castiglione della Pescaia |
| 1971  | Southend-on-Sea           |
| 1972  | Medemblik                 |
| 1973  | Saint-Cast-le-Guildo      |
| 1974  | El Masnou                 |
| 1975  | Stokes Bay                |
| 1976  | Hellerup                  |
| 1977  | Rust                      |
| 1978  | Cascais                   |
| 1979  | Dénia                     |
| 1980  | Helsinki                  |
| 1981  | Morges                    |
| 1982  | Balatonfüred              |
| 1983  | Puck                      |
| 1984  | Salou                     |
| 1985  | Koper                     |
| 1986  | Sønderborg                |
| 1987  | Lysekil                   |
| 1988  | Quiberon                  |
| 1989  | Balatonfüred              |
| 1990  | Carrare                   |
| 1991  | Bergen                    |
| 1992  | Nieuport                  |
| 1993  | Breitenbrunn              |
| 1994  | Röbel                     |
| 1995  | Båstad                    |
| 1996  | Hayling Island            |
| 1997  | Nieuport                  |
| 1998  | Çeşme                     |
| 1999  | Zadar                     |
| 2000  | Malcesine                 |
| 2001  | Dún Laoghaire             |
| 2002  | Tallinn                   |
| 2003  | Brest                     |
| 2004  | Warnemünde                |
| 2005  | Gdynia                    |
| 2006  | Balatonfüred              |
| 2007  | Thessalonique             |
| 2008  | Riva del Garda            |
| 2009  | Traunsee                  |
| 2010  | Istanbul                  |
| 2011  | Helsinki                  |
| 2012  | Largs                     |
| 2013  | Formia                    |
| 2014  | Athènes                   |
| 2015  | Aarhus                    |
| 2016  | Majorque                  |
| 2017  | Monaco                    |
| 2018  | Bourgas                   |
| 2019  | Sanremo                   |
| 2021  | Vilamoura                 |

## Palmarès

### Open
| Édition                        | Or                                                  | Argent                                           | Bronze                                            |
| ------------------------------ | --------------------------------------------------- | ------------------------------------------------ | ------------------------------------------------- |
| 1966 Boulogne-sur-Mer          | France Gabriel de Kergariou Alain Cordonnier        | France Léon Brillouet Blanchard                  | France Jean-Claude Cornu Jean Morin               |
| 1967 Lacanau                   | Belgique Paul Maes Daniel Quertainmont              | France Marc Bouët Joël Desbois                   | France Yves Pajot Marc Pajot                      |
| 1968 Palamós                   | France Marc Bouët Joël Desbois                      | France Yves Pajot Marc Pajot                     | France Jean-Louis Brehant Jean-François Brehant   |
| 1969 Castiglione della Pescaia | France Marc Bouët Michel Christ                     | France Marc Laurent Michel Cornic                | Suisse Bernard de Gaudenzi Malignon               |
| 1971 Southend-on-Sea           | France Philippe Follenfant Hubert Follenfant        | Pays-Bas Tom van Essen Wouter van Essen          | Belgique Paul Maes Daniel Quertainmont            |
| 1972 Medemblik                 | Pays-Bas Joop van Werkhoven Robert van Werkhoven    | France Philippe Follenfant Hubert Follenfant     | Pays-Bas Tom van Essen Wouter van Essen           |
| 1973 Saint-Cast-le-Guildo      | Danemark Henrik Söderlund Anders Børresen           | Allemagne de l'Ouest Frank Hübner Klaus Feldmann | Pays-Bas Joop van Werkhoven Robert van Werkhoven  |
| 1974 El Masnou                 | France Marc Bouët Stéphane Fleury                   | Espagne Juan Santana Francisco Colom             | France Philippe Follenfant Hubert Follenfant      |
| 1975 Stokes Bay                | Suisse Jean-Claude Vuithier Laurent Quellet         | Norvège C. Aazer Walter                          | Allemagne de l'Ouest Frank Hübner Harro Bode      |
| 1976 Hellerup                  | Suède Olle Johansson Lars Johansson                 | Danemark Lars Lønberg Dan Ibsen Sorensen         | Pologne Leon Wróbel Tomasz Stocki                 |
| 1977 Rust                      | Union soviétique Yuri Koriachkin Vasili Koriachkin  | Allemagne de l'Est Helmar Nauck Harald Schaale   | Israël Shimshon Brokman Eitan Friedlander         |
| 1978 Cascais                   | Union soviétique Mikhail Kudryavtsev Edgar Terekhin | Israël Shimshon Brokman Eitan Friedlander        | Pologne Leon Wróbel Tomasz Stocki                 |
| 1979 Dénia                     | Israël Shimshon Brokman Eitan Friedlander           | Allemagne de l'Ouest Wolfgang Hunger Niels Korte | Pologne Leon Wróbel Tomasz Stocki                 |
| 1980 Helsinki                  | Allemagne de l'Est Jörn Borowski Egbert Svensson    | France Daniel Peponnet Thierry Peponnet          | Union soviétique Vladimir Ignatenko Sergei Jdanov |
| 1981 Morges                    | Italie Tommaso Chieffi Enrico Chieffi               | Allemagne de l'Est Jörn Borowski Egbert Svensson | Italie Sandro Montefusco Paolo Montefusco         |
| 1982 Balatonfüred              | Allemagne de l'Est Jurgen Brietzke Ekkehard Schulz  | Israël Shimshon Brokman Eitan Friedlander        | France Thierry Peponnet Luc Pillot                |
| 1983 Puck                      | Allemagne de l'Est Jörn Borowski Egbert Svensson    | Italie Sandro Montefusco Paolo Montefusco        | France Thierry Peponnet Luc Pillot                |
| 1984 Salou                     | Finlande Peter von Koskull Johan von Koskull        | Pays-Bas John Stavenuiter Guido Alkemade         | Pays-Bas Hans Duetz Jan Bos                       |
| 1985 Koper                     | Espagne Luis Doreste Roberto Molina                 | Italie Gianfranco Noe Andrea Ballico             | Italie Tommaso Chieffi Enrico Chieffi             |

### Hommes / Mixte
| Édition                | Or                                             | Argent                                            | Bronze                                             |
| ---------------------- | ---------------------------------------------- | ------------------------------------------------- | -------------------------------------------------- |
| 1986 Sønderborg        | France Thierry Peponnet Luc Pillot             | Pays-Bas Hans Duetz Jan Bos                       | Allemagne de l'Est Jurgen Brietzke Ekkehard Schulz |
| 1987 Lysekil           | Finlande Peter von Koskull Johan von Koskull   | France Thierry Peponnet Luc Pillot                | Espagne Jordi Calafat Roberto Molina               |
| 1988 Quiberon          | France Thierry Peponnet Luc Pillot             | Italie Sandro Montefusco Paolo Montefusco         | Finlande Peter von Koskull Johan von Koskull       |
| 1989 Balatonfüred      | Italie Sandro Montefusco Paolo Montefusco      | Allemagne de l'Ouest Wolfgang Hunger Rolf Schmidt | France Jean-François Berthet Gwenaël Berthet       |
| 1990 Marina di Carrara | Italie Giovanni Cassinari Daniele Cassinari    | Suisse Stefan Seger Dominik Liener                | Allemagne de l'Ouest Rainer Schulz Frank Thieme    |
| 1991 Bergen            | Norvège Herman Horn Johannessen Pal Mccarthy   | Pays-Bas Ben Kouwenhoven Jan Kouwenhoven          | Allemagne Wolfgang Hunger Rolf Schmidt             |
| 1992 Nieuwpoort        | Estonie Tõnu Tõniste Toomas Tõniste            | Suède Magnus Lundgren Urban Lagneus               | Pays-Bas Ben Kouwenhoven Jan Kouwenhoven           |
| 1993 Breitenbrunn      | Suède Markus Westerlind Henrik Wallin          | Allemagne Michael Koch Stefan Theuerkauf          | Israël Shay Bachar Ilan Tshtash                    |
| 1994 Röbel             | Italie Matteo Ivaldi Michele Ivaldi            | Royaume-Uni John Merricks Ian Walker              | Espagne Jordi Calafat Kiko Sánchez                 |
| 1995 Båstad            | Royaume-Uni John Merricks Ian Walker           | Finlande Petri Leskinen Mika Aarnika              | Allemagne Ronald Rensch Torsten Haverland          |
| 1996 Hayling Island    | Russie Dmitry Berezkin Eugene Burmatnov        | Portugal Hugo Rocha Nuno Barreto                  | Royaume-Uni John Merricks Ian Walker               |
| 1997 Nieuwpoort        | Portugal Hugo Rocha Nuno Barreto               | Ukraine Yevhen Braslavets Ihor Matviyenko         | Finlande Petri Leskinen Kristian Heinilä           |
| 1998 Çeşme             | Portugal Hugo Rocha Nuno Barreto               | Slovénie Tomaž Čopi Mitja Margon                  | Portugal Álvaro Marinho Miguel Nunes               |
| 1999 Zadar             | Suède Johan Molund Mattias Rahm                | Slovénie Tomaž Čopi Mitja Margon                  | France Gildas Philippe Tanguy Cariou               |
| 2000 Malcesine         | France Gildas Philippe Tanguy Cariou           | Italie Matteo Ivaldi Francesco Ivaldi             | Espagne Gustavo Martinez Tunte Cantero             |
| 2001 Dún Laoghaire     | Ukraine Yevhen Braslavets Ihor Matviyenko      | Israël Gideon Kliger Udi Gal                      | Italie Gabrio Zandonà Andrea Trani                 |
| 2002 Tallinn           | France Nicolas Charbonnier Stéphane Christidis | Grèce Andreas Kosmatopoulos Konstantinos Trigonis | Royaume-Uni Nick Rogers Jonathan Glanfield         |
| 2003 Brest             | France Gildas Philippe Nicolas Le Berre        | Allemagne Lucas Zellmer Felix Krabbe              | Suède Johan Molund Martin Andersson                |
| 2004 Warnemünde        | Royaume-Uni Nick Rogers Jonathan Glanfield     | Russie Dmitry Berezkin Mikhail Kroutikov          | Suède Johan Molund Martin Andersson                |
| 2005 Gdynia            | Royaume-Uni Nick Rogers Jonathan Glanfield     | Israël Gideon Kliger Udi Gal                      | Pays-Bas Sven Coster Kalle Coster                  |
| 2006 Balatonfüred      | France Benjamin Bonnaud Romain Bonnaud         | France Ronan Dréano Ronan Floch                   | France Pierre Leboucher Vincent Garos              |
| 2007 Thessaloniki      | Portugal Álvaro Marinho Miguel Nunes           | France Nicolas Charbonnier Olivier Bausset        | Italie Gabrio Zandonà Andrea Trani                 |
| 2008 Riva del Garda    | Royaume-Uni Nic Asher Elliot Willis            | Pays-Bas Sven Coster Kalle Coster                 | Israël Gideon Kliger Udi Gal                       |
| 2009 Traunsee          | Croatie Šime Fantela Igor Marenić              | Allemagne Lucas Zellmer Heiko Seelig              | Italie Gabrio Zandonà Edoardo Mancinelli Scotti    |
| 2010 Istanbul          | Grèce Panayiótis Mántis Pavlos Kagialis        | Israël Gideon Kliger Eran Sela                    | Royaume-Uni Luke Patience Stuart Bithell           |
| 2011 Helsinki          | Croatie Šime Fantela Igor Marenić              | Royaume-Uni Luke Patience Stuart Bithell          | Israël Gideon Kliger Eran Sela                     |
| 2012 Largs             | Croatie Šime Fantela Igor Marenić              | Royaume-Uni Ben Saxton Richard Mason              | Russie Mikhail Sheremetyev Maksim Sheremetyev      |

### Hommes
| Édition        | Or                                        | Argent                                        | Bronze                                 |
| -------------- | ----------------------------------------- | --------------------------------------------- | -------------------------------------- |
| 2013 Formia    | France Sofian Bouvet Jérémie Mion         | Royaume-Uni Luke Patience Jonathan Glanfield  | Croatie Šime Fantela Igor Marenić      |
| 2014 Athens    | Royaume-Uni Luke Patience Elliot Willis   | Autriche Matthias Schmid Florian Reichstädter | Croatie Šime Fantela Igor Marenić      |
| 2015 Aarhus    | Allemagne Ferdinand Gerz Oliver Szymanski | Grèce Panayiótis Mántis Pavlos Kagialis       | Russie Pavel Sozykin Denis Gribanov    |
| 2016 Mallorca  | France Sofian Bouvet Jérémie Mion         | Croatie Šime Fantela Igor Marenić             | Italie Simon Sivitz Kosuta Jas Farneti |
| 2017 Monaco    | Suède Carl-Fredrik Fock Marcus Dackhammar | France Guillaume Pirouelle Jérémie Mion       | Espagne Jordi Xammar Nicolás Rodríguez |
| 2018 Burgas    | Suède Anton Dahlberg Fredrik Bergström    | Grèce Panayiótis Mántis Pavlos Kagialis       | Allemagne Malte Winkel Matti Cipra     |
| 2019 Sanremo   | Suède Anton Dahlberg Fredrik Bergström    | Espagne Jordi Xammar Nicolás Rodríguez        | France Kevin Peponnet Jérémie Mion     |
| 2021 Vilamoura | France Kevin Peponnet Jérémie Mion        | Espagne Jordi Xammar Nicolás Rodríguez        | Suède Anton Dahlberg Fredrik Bergström |

### Femmes
| Édition                | Or                                                  | Argent                                              | Bronze                                                               |
| ---------------------- | --------------------------------------------------- | --------------------------------------------------- | -------------------------------------------------------------------- |
| 1986 Sønderborg        | France Florence Le Brun Sophie Bergé                | Pays-Bas Wilma Kramer Henneke Stavenuiter           | Italie Paola Porta Anna Barabino                                     |
| 1987 Lysekil           | Finlande Bettina Lemström Annika Mannström          | Pays-Bas Henny Vegter Marion Bultman                | Suède Marit Söderström Birgitta Bengtsson                            |
| 1988 Quiberon          | Pays-Bas Henny Vegter Marion Bultman                | Suède Marit Söderström Birgitta Bengtsson           | Allemagne de l'Est Peggy Hardwiger Christina Pinnow                  |
| 1989 Balatonfüred      | Allemagne de l'Est Peggy Hardwiger Christina Pinnow | Allemagne de l'Est Suzanne Theel Wibke Buelle       | Finlande Bettina Lemström Annika Mannström                           |
| 1990 Marina di Carrara | France Florence Le Brun Odile Barré                 | Espagne Nuria Bover Irene Martin                    | Allemagne de l'Ouest Tanja Stemler Sabine Lenkmann                   |
| 1991 Bergen            | Espagne Theresa Zabell Patricia Guerra              | Union soviétique Larisa Moskalenko Elena Pakholchik | Royaume-Uni Debbie Jarvis Rosie Tribe                                |
| 1992 Nieuwpoort        | Espagne Theresa Zabell Patricia Guerra              | Italie Maria Quarra Anna Barabino                   | Communauté des États indépendants Larisa Moskalenko Elena Pakholchik |
| 1993 Breitenbrunn      | Ukraine Ruslana Taran Svetlana Oleksenko            | Allemagne Susanne Meyer Katrin Adlkofer             | Allemagne Nicola Birkner Wibke Bülle                                 |
| 1994 Röbel             | Espagne Theresa Zabell Begoña Vía-Dufresne          | Allemagne Tanja Stemler Susanne Bergmann            | Allemagne Susanne Bauckholt Katrin Adlkofer                          |
| 1995 Båstad            | Ukraine Ruslana Taran Elena Pakholchik              | Allemagne Ines Bohn Sabine Rohatzsch                | Espagne Laura Leon Viviane Mainemare                                 |
| 1996 Hayling Island    | Ukraine Ruslana Taran Elena Pakholchik              | Allemagne Susanne Bauckholt Katrin Adlkofer         | Allemagne Peggy Bahr Christina Pinnow                                |
| 1997 Nieuwpoort        | Ukraine Ruslana Taran Elena Pakholchik              | Danemark Susanne Ward Michaela Ward                 | Italie Federica Salva Emanuela Sossi                                 |
| 1998 Çeşme             | Ukraine Ruslana Taran Elena Pakholchik              | Allemagne Stephanie Trübel Carolin Grosser          | Grèce Sofia Bekatorou Emilia Tsoulfa                                 |
| 1999 Zadar             | Ukraine Ruslana Taran Elena Pakholchik              | Danemark Susanne Ward Michaela Ward                 | Pays-Bas Lisa Westerhof Alexandra Verbeek                            |
| 2000 Malcesine         | Grèce Sofia Bekatorou Emilia Tsoulfa                | Danemark Susanne Ward Michaela Ward                 | Russie Vladilena Krachun Natalia Gaponovich                          |
| 2001 Dún Laoghaire     | Grèce Sofia Bekatorou Emilia Tsoulfa                | Espagne Natalia Vía Dufresne Sandra Azón            | Israël Nike Kornecki Vered Bouskila                                  |
| 2002 Tallinn           | Grèce Sofia Bekatorou Emilia Tsoulfa                | Russie Vladelina Ilienko Diana Krutskikh            | Pays-Bas Lisa Westerhof Margriet Matthijsse                          |
| 2003 Brest             | Espagne Natalia Vía Dufresne Sandra Azón            | Slovénie Vesna Dekleva Klara Maučec                 | Suède Therese Torgersson Vendela Zachrisson-Santén                   |
| 2004 Warnemünde        | Danemark Susanne Ward Michaela Ward                 | Russie Vladelina Ilienko Natalia Gaponovich         | Israël Nike Kornecki Vered Bouskila                                  |
| 2005 Gdynia            | France Ingrid Petitjean Nadège Douroux              | Israël Nike Kornecki Vered Bouskila                 | Suède Therese Torgersson Vendela Zachrisson-Santén                   |
| 2006 Balatonfüred      | Allemagne Stefanie Rothweiler Vivien Kussatz        | Autriche Sylvia Vogl Carolina Flatscher             | Espagne Marina Gallego Laia Tutzó                                    |
| 2007 Thessaloniki      | Allemagne Stefanie Rothweiler Vivien Kussatz        | Italie Giulia Conti Giovanna Micol                  | Italie Elisabetta Saccheggiani Elisa Cecconi                         |
| 2008 Riva del Garda    | Autriche Sylvia Vogl Carolina Flatscher             | Suisse Emmanuelle Rol Anne-Sophie Thilo             | Slovénie Vesna Dekleva Klara Maučec                                  |
| 2009 Traunsee          | Italie Giulia Conti Giovanna Micol                  | Espagne Tara Pacheco Berta Betanzos                 | Grèce Anthi Economou Olga Tsigaridi                                  |
| 2010 Istanbul          | France Emmanuelle Rol Hélène Defrance               | Italie Giulia Conti Giovanna Micol                  | France Ingrid Petitjean Nadège Douroux                               |
| 2011 Helsinki          | Espagne Tara Pacheco Berta Betanzos                 | Danemark Henriette Koch Lene Sommer                 | Royaume-Uni Hannah Mills Saskia Clark                                |
| 2012 Largs             | Royaume-Uni Sophie Weguelin Sophie Ainsworth        | Slovénie Tina Mrak Teja Černe                       | Allemagne Annika Bochmann Elisabeth Panuschka                        |
| 2013 Formia            | France Camille Lecointre Mathilde Géron             | Autriche Lara Vadlau Jolanta Ogar                   | Royaume-Uni Sophie Weguelin Eilidh McIntyre                          |
| 2014 Athens            | Autriche Lara Vadlau Jolanta Ogar                   | Royaume-Uni Hannah Mills Saskia Clark               | Slovénie Tina Mrak Veronika Macarol                                  |
| 2015 Aarhus            | Slovénie Tina Mrak Veronika Macarol                 | France Camille Lecointre Hélène Defrance            | Royaume-Uni Sophie Weguelin Eilidh McIntyre                          |
| 2016 Mallorca          | Autriche Lara Vadlau Jolanta Ogar                   | Pays-Bas Afrodite Kyranakou Anneloes van Veen       | Slovénie Tina Mrak Veronika Macarol                                  |
| 2017 Monaco            | Pays-Bas Afrodite Zegers Anneloes van Veen          | Italie Elena Berta Sveva Carraro                    | Pologne Agnieszka Skrzypulec Jolanta Ogar                            |
| 2018 Burgas            | Slovénie Tina Mrak Veronika Macarol                 | Allemagne Frederike Loewe Anna Markfort             | Allemagne Nadine Boehm Ann-Christin Goliass                          |
| 2019 Sanremo           | France Camille Lecointre Aloïse Retornaz            | Royaume-Uni Hannah Mills Eilidh McIntyre            | Pays-Bas Afrodite Zegers Lobke Berkhout                              |
| 2021 Vilamoura         | France Camille Lecointre Aloïse Retornaz            | Royaume-Uni Hannah Mills Eilidh McIntyre            | Suisse Linda Fahrni Maja Siegenthaler                                |